# Tearinibai
Tearinibai ist ein Ort mit einer Landfläche von 0,52 km² im Norden des Tarawa-Atolls in den zum Inselstaat Kiribati gehörenden Gilbertinseln im Pazifischen Ozean. Der Ort liegt auf der Insel Buariki. 2020 hatte der Ort 432 Einwohner.

## Geographie
Tearinibai ist ein Ort am nordöstlichen Arm des Atolls von Tarawa. Er liegt gut zwei Kilometer südlich des Orts Buariki. Es gibt eine Kirche und ein Versammlungshaus. Der nächste Ort im Süden ist Nuatabu.

## Klima
Das Klima ist tropisch heiß, wird jedoch von ständig wehenden Winden gemäßigt. Ebenso wie die anderen Orte des Tarawa-Atolls wird Tearinibai gelegentlich von Zyklonen heimgesucht.